# Gibiteca Henfil
A Gibiteca Henfil é uma gibiteca localizada no município de São Paulo. A gibiteca está localizada no Centro Cultural São Paulo. É considerada uma das maiores gibitecas da América Latina.

## Descrição e acervo
Fundada em 3 de maio de 1991, inicialmente estava instalada na Biblioteca Infanto-Juventil Viriato Correa. Em 1999 foi transferida para o Centro Cultural São Paulo, onde faz parte de uma das seções da Biblioteca Sérgio Milliet. A maior parte do acervo foi obtido através de doações. Conta atualmente com sete funcionários.
Possui acervo de 7.457 títulos e 112.373 exemplares. 
Da coleção constam: gibis, álbuns de quadrinhos, periódicos, revistas de RPG, fanzines, recortes de periódicos e livros sobre histórias em quadrinhos. Entre os itens de sua coleção, pode-se citar: revistas das décadas de 1950 e 1960 das seguintes editoras brasileiras: EBAL, Rio Gráfica e Editora (RGE), La Selva, Editora Vecchi, Trieste, entre outras. Parte do material é só disponibilizado para consulta acadêmica.
Entre as obras de maior destaque na coleção, estão:
- Nº 1 d‘O Tico Tico (1905, em fac-símile);
- 1ª edição da Mônica (autografada);
- 1ª edição do Super-Homem no Brasil;
- 1ª edição de Tex;
- Revista Gibi.

Há ainda uma seção de fanzines, existem cerca de 3.100 fanzines de autores brasileiros. Recentemente fala-se em digitalizar parcialmente o acervo com o objetivo de preservação e também facilitar o acesso.
Na programação da gibiteca constam: oficinas, palestras, exposições, exibição de filmes e  jogos.